# Josef Völk
Josef Völk (ur. 3 grudnia 1948 w Emmenhausen) – niemiecki hokeista grający na pozycji obrońcy, reprezentant kraju, olimpijczyk.

## Kariera
Josef Völk urodził się w Dolnej Saksonii. Karierę sportową rozpoczął w 1967 roku w EV Füssen, w którym występował do 1976 roku oraz odnosił największe sukcesy w karierze sportowej: 4-krotne mistrzostwo Niemiec (1968, 1969, 1971, 1973) oraz wicemistrzostwo Niemiec w sezonie 1971/1972.
Następnie w latach 1976–1981 był zawodnikiem VfL Bad Nauheim, po czym w latach 1981–1983 ponownie reprezentował barwy EV Füssen, a w sezonie 1983/1984 reprezentował barwy beniaminka 2. Bundesligi, EC Oberstdorf, a po zajęciu przez klub ostatniego 10. miejsca w Grupie Południowej, powodującego spadek do Landesligi, zakończył sportową karierę.

## Kariera reprezentacyjna
Josef Völk w latach 1968–1977 w reprezentacji RFN rozegrał 143 mecze, w których zdobył 23 punkty (11 goli, 12 asyst) oraz spędził 90 minut na ławce kar. Trzykrotnie uczestniczył w zimowych igrzyskach olimpijskich (1968, 1972, 1976). Na turnieju olimpijskim 1976 w Innsbrucku z reprezentacją RFN pod wodzą selekcjonera Xavera Unsinna zdobył pierwszy od 44 lat medal olimpijski – brązowy medal. W październiku tego samego roku za ten sukces wraz z innymi kolegami z reprezentacji RFN otrzymał z rąk ówczesnego kanclerza Niemiec, Helmuta Schmidta Srebrny Liść Laurowy.
Ponadto 8-krotnie uczestniczył w mistrzostwach świata (1969, 1970, 1971, 1972, 1973 – spadek do Grupy B, 1975 – awans do Grupy A, 1976, 1977).

## Sukcesy

### Zawodnicze
EV Füssen
- Mistrzostwo Niemiec: 1968, 1969, 1971, 1973
- Wicemistrzostwo Niemiec: 1972

Reprezentacja RFN
- Awans do Grupy A mistrzostw świata: 1970, 1975
- Brązowy medal zimowych igrzysk olimpijskich: 1976

### Odznaczenia
- Srebrny Liść Laurowy: 1976